# La oscuridad exterior
La oscuridad exterior es una novela escrita por el autor estadounidense Cormac McCarthy. Fue publicada en 1965. La novela está ambientada en el Sur de Estados Unidos alrededor de 1900, aunque no se hace mención de ninguna fecha exacta.

## Resumen del argumento
La novela narra la historia de Rinthy, una mujer que queda embarazada de su hermano, Culla. Después del parto, Culla abandona al niño en el bosque y le dice a su hermana que murió de causas naturales y que él lo enterró. Rinthy descubre su mentira y emprende un viaje para buscar el bebé. Mientras tanto, el bebé es encontrado por un vendedor ambulante.
Culla abandona a su hermana después de que ella descubriera la tumba falsa en el bosque y viaja de pueblo en pueblo buscando trabajo. La gente que encuentra lo trata con sospecha. Cuando algo malo pasa, la gente le echa la culpa sin importar lo remotas que sean las posibilidades de que él estuviera involucrado. Culla es acusado de robo, asesinato, invasión a la propiedad privada e incluso de asustar a una piara de cerdos.
Rinthy, a pesar de haber dado a luz recientemente, trata en vano de localizar al vendedor ambulante. A diferencia de su hermano, Rinthy es ayudada por casi todas las personas con las que se encuentra. Generalmente, ella solo pide un vaso de agua y le ofrecen lugares donde quedarse y comida. No es hasta que encuentra al vendedor, quien descubre la verdad sobre su embarazo, cuando es tratada cruelmente.